# تغییر مجوز نرم افزار

## تغییر مجوز نرم افزار
تغییر مجوز نرم افزار در توسعه نرم افزار های متن باز زمانی به کار می رود که مجوز های نرم افزاری ماژول های مختلف با هم ناسازگار هستند و باید برای کار ترکیبی بزرگ تر با هم سازگار شوند. مجوز های اعمال شده بر نرم افزار به عنوان آثار دارای کپی رایت , در قالب کد منبع یا باینری  ممکن است حاوی بند های متناقضی باشند . این الزامات میتوانند ترکیب کد منبع یا محتوای چندین اثر نرم افزاری را برای ایجاد یک اثر ترکیبی جدید غیر ممکن سازند .

## انگیزه و توضیحات
گاهی اوقات پروژه‌های نرم‌افزار متن‌باز در وضعیت ناسازگاری مجوز گیر می‌افتند. اغلب تنها راه عملی برای حل این وضعیت تغییر مجوز تمام بخش‌های نرم‌افزار درگیر است. برای تغییر مجوز موفق، توافق همه دارندگان حق‌تألیف، که معمولاً توسعه‌دهندگان هستند، به یک مجوز تغییر یافته لازم است. در حوزه نرم‌افزارهای آزاد و متن‌باز، دستیابی به پوشش 100٪ از تمام نویسندگان اغلب غیرممکن است، به دلیل تعداد زیاد مشارکت‌کنندگان. اما اغلب فرض می‌شود که اکثریت بزرگی کافی است. به‌عنوان مثال، موزیلا پوشش نویسندگان 95٪ را کافی دانست. دیگرانی در حوزه نرم‌افزارهای آزاد و متن‌باز، مانند اریک اس. ریموند، به نتایج متفاوتی در مورد الزامات برای تغییر مجوز یک پایگاه کد کامل رسیدند.

## مثال هایی از تغییر مجوز نرم افزاری

#### موزیلا ومرورگر فایرفاکس
یک نمونه اولیه از پروژه متن‌بازی که به طور موفقیت‌آمیز برای دلایل سازگاری مجوز تغییر مجوز داد، پروژه موزیلا و مرورگر فایرفاکس است. کد منبع مرورگر Communicator 4.0 نت‌اسکیپ در سال 1998 تحت مجوز نت‌اسکیپ/موزیلا منتشر شد، اما توسط FSF و OSI به دلیل ناسازگاری مورد انتقاد قرار گرفت. در حدود سال 2001 تایم وارنر، با استفاده از حقوق خود تحت مجوز نت‌اسکیپ و به درخواست بنیاد موزیلا، تمام کدهای تحت مجوز نت‌اسکیپ را به یک مجوز سه‌گانه MPL 1.1/GPL 2.0/LGPL 2.1 تغییر داد، بنابراین به سازگاری GPL دست یافت.

#### کتابخانه Vorbis
کتابخانه Vorbis در ابتدا تحت مجوز LGPL منتشر شد، اما در سال 2001 مجوز آن با تایید ریچارد استالمن به مجوز BSD تغییر یافت تا پذیرش بیشتری داشته باشد.

#### پروژهVLC
پروژه VLC نیز تاریخچه پیچیده‌ای از نظر مجوز دارد: در سال 2007 برای دلایل سازگاری مجوز تصمیم گرفت به GPLv3 تازه منتشر شده ارتقا ندهد. پس از اینکه VLC از اپ استور اپل در ابتدای سال 2011 حذف شد، در اکتبر 2011 پروژه VLC قسمت کتابخانه VLC را از GPLv2 به LGPLv2 تغییر مجوز داد تا به سازگاری بهتر دست یابد. در جولای 2013، برنامه VLC تحت مجوز MPL به اپ استور iOS بازگشت.

#### SDK LZMA نرم‌افزار7-Zip
SDK LZMA نرم‌افزار 7-Zip، که در ابتدا تحت مجوز دوگانه GNU LGPL و مجوز عمومی مشترک بود، با استثنای ویژه‌ای برای باینری‌های لینک شده، توسط ایگور پاولوف در دوم دسامبر 2008 به حوزه عمومی قرار داده شد.

#### پروژه GNU TLS
پروژه GNU TLS در سال 2011 مجوز LGPLv3 را پذیرفت، اما در سال 2013 مجوز کد خود را به LGPLv2.1 تغییر داد به دلیل مشکلات جدی سازگاری مجوز.